# Ærø
Ærø (duń. [ˈɛːʁœːˀ], z duńskiego Ær „klon” i Ø „wyspa”) – duńska wyspa w cieśninie Mały Bełt. 

## Krótki opis

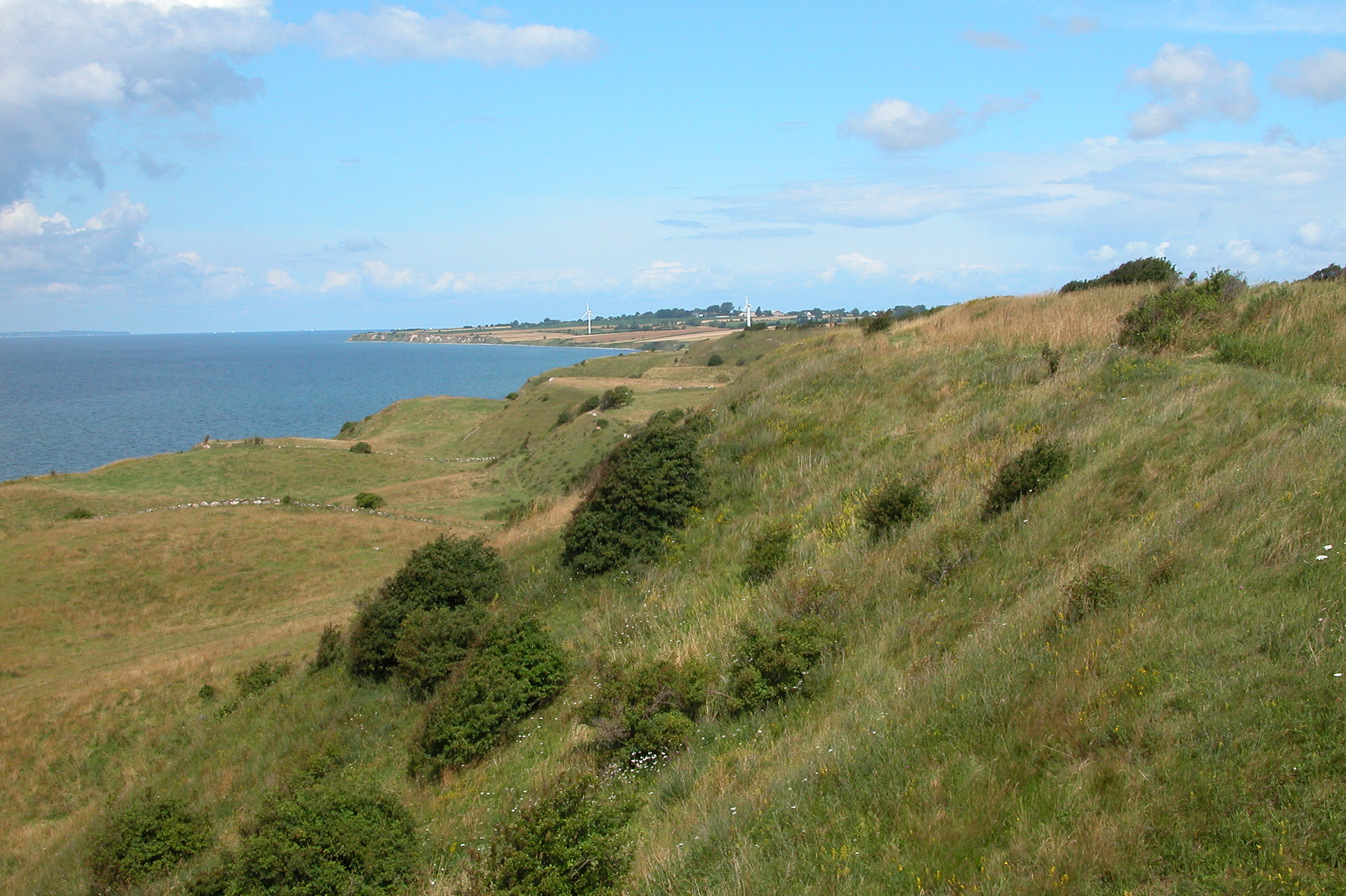

Administracyjnie tworzy gminę Ærø (do roku 2007 wyspa należała do ówczesnego okręgu fiońskiego).
- powierzchnia: 88,1 km²
- ludność: 6168 mieszkańców (I 2017 r.)[1]
- największe miasta: Marstal (2,23 tys.) i Ærøskøbing (0,94 tys.)
- najwyższe wzniesienie: Synneshøj, 68 m n.p.m.

## Demografia
- Wykres liczby ludności Ærø na przestrzeni ostatniego stulecia

źródło: Duński Urząd Statystyczny